# Spartiaci
Zasugerowano, aby zintegrować ten artykuł z artykułem Homoioi (dyskusja). Nie opisano powodu propozycji integracji.
Spartiaci – pełnoprawni obywatele Sparty, najwyższa z trzech grup społecznych, na które dzielili się Spartanie. Spartiatą można było zostać po ukończeniu trzydziestego roku życia i od tego czasu wolno było brać udział w Zgromadzeniu Ludowym, jak również się ożenić. Niezawarcie związku małżeńskiego groziło utratą praw obywatelskich. Prawo zabraniało spartiatom pracy zarobkowej, a podstawą utrzymania była ziemia (podzielona na równe działki, zwane kleros) przyznawana każdemu obywatelowi wraz z przypisanymi do niej helotami (którzy ją uprawiali). 
Spartiaci byli klasą homoioi – tak w starożytnej Grecji nazywano grupę dorosłych wolnych mężczyzn mających prawo do sprawowania urzędów. Stanowili zdecydowaną mniejszość w stosunku do pozostałych grup społecznych w Sparcie (periojków i helotów). Każdy spartiata przechodził specyficzne wychowanie (gr. agoge), którego celem było wykreowanie obywatela w pełni „państwowego”, to znaczy całkowicie uległego i podporządkowanego swojemu przełożonemu. Od siódmego roku życia chłopcy rozpoczynali szkolenie wojskowe. Uczono ich sztuki władania bronią, umiejętności walki na polu bitwy, a przede wszystkim zachowania szyku w falandze. Szkolenie trwało aż do osiągnięcia pełnoletniości, czyli do trzydziestego roku życia.